# Saison 1980-1981 de snooker
Navigation
1979-1980 1981-1982
La saison 1980-1981 de snooker est la 13e saison de snooker. Elle regroupe 21 tournois organisés par la WPBSA entre aout 1980 et le 16 mai 1981.

## Nouveautés
- Arrêt des trois épreuves sud-africaines : le Classique Kronenbrau 1308, le tournoi international Limosin et le championnat d'Afrique du Sud.
- Un tournoi qualificatif au circuit professionnel réservé aux joueurs amateurs fait son apparition au calendrier.
- Création du trophée Yamaha Organs et du championnat d'Angleterre.
- Retour du tournoi champion des champions après une année d'interruption.
- Disparition du tournoi international Padmore Super Crystalate, du championnat du Canada, du tournoi international de Bombay, de la British Gold Cup et du tournoi Pontins Camber Sands.

## Calendrier
| C = Tournoi classé (professionnel)              |
| NC = Tournoi non classé (professionnel)         |
| TE = Tournoi par équipes (professionnel)        |
| P/A = Tournoi pro-am (professionnel et amateur) |
| TQ = Tournoi qualificatif (amateur)             |

| Dates (mois-jour) | Dates (mois-jour) | Tournoi                                       | Lieu         | Site                                 | Cat. | Vainqueur            | Finaliste            | Score   | Références |
| 08–??             | 08–??             | Masters d'Australie                           | Sydney       | Channel 10 Television Studios        | NC   | John Spencer         | Dennis Taylor        | [ n 1 ] | [ 1 ]      |
| 08–13             | 08–31             | Open du Canada                                | Toronto      | Canadian National Exhibition Stadium | NC   | Cliff Thorburn       | Terry Griffiths      | 17–10   | [ 2 ]      |
| 10–02             | 10–12             | Champion des champions                        | Londres      | New London Theatre                   | NC   | Doug Mountjoy        | John Virgo           | 10–8    | [ 3 ]      |
| 10–18             | 10–26             | Coupe du monde                                | Londres      | New London Theatre                   | TE   | Pays de Galles       | Canada               | 8–5     | [ 4 ]      |
| 10-??             | 10-??             | Tournoi Pontins pro-am (automne)              | Prestatyn    | Pontins                              | P/A  | Paul Medati (en)     | Vic Harris (en)      | 7-4     |            |
| 11–16             | 11–29             | Championnat du Royaume-Uni                    | Preston      | Preston Guild Hall                   | NC   | Steve Davis          | Alex Higgins         | 16–6    | [ 5 ]      |
| 12–01             | 12–02             | Classique de snooker                          | Farnworth    | Blighty's                            | NC   | Steve Davis          | Dennis Taylor        | 4–1     | [ 6 ]      |
| 12–07             | 12–13             | Tournoi qualificatif au circuit professionnel | Sheffield    | Snooker Centre                       | TQ   | Dave Martin (en)     | Eugene Hughes (en)   | 9–6     |            |
| 12–28             | 12–31             | Pot Black                                     | Birmingham   | Studios Pebble Mill                  | NC   | Cliff Thorburn       | Jim Wych (en)        | 2–0     | ,          |
| 01–27             | 02–01             | Masters                                       | Londres      | Wembley Conference Centre            | NC   | Alex Higgins         | Terry Griffiths      | 9–6     | ,          |
| 02–??             | 02–??             | Classique Tolly Cobbold                       | Ipswich      | Corn Exchange                        | NC   | Graham Miles         | Cliff Thorburn       | 5–1     | [ 12 ]     |
| 02–05             | 02–08             | Championnat du pays de Galles                 | Ebbw Vale    | Ebbw Vale Leisure Centre             | NC   | Ray Reardon          | Cliff Wilson         | 9–6     | [ 13 ]     |
| 02–18             | 02–21             | Masters d'Irlande                             | Kill         | Goff's                               | NC   | Terry Griffiths      | Ray Reardon          | 9–7     | ,          |
| 03–02             | 03–08             | Trophée Yamaha Organs                         | Derby        | Assembly Rooms                       | NC   | Steve Davis          | David Taylor         | 9–6     | [ 16 ]     |
| 03–12             | 03–14             | Championnat d'Irlande                         | Coleraine    | Riverside Theatre                    | NC   | Dennis Taylor        | Patsy Fagan          | 22–21   | [ 17 ]     |
| 03–08             | 03–15             | Championnat d'Angleterre                      | Birmingham   | Haden Hill Leisure Centre            | NC   | Steve Davis          | Tony Meo             | 9–3     | ,          |
| 03–??             | 03–??             | Championnat d'Écosse                          | Kildrum      | Cumbernauld Theatre                  | NC   | Ian Black (en)       | Matt Gibson (en)     | 11–7    | [ 20 ]     |
| 04–07             | 04–20             | Championnat du monde                          | Sheffield    | Crucible Theatre                     | C    | Steve Davis          | Doug Mountjoy        | 18–12   | [ 21 ]     |
| 04-29             | 05–09             | Festival du snooker                           | Thorness Bay | Thorness Bay Holiday Village         | P/A  | Steve Davis          | Mike Darrington (en) | 6-4     |            |
| 05–09             | 05–16             | Tournoi Pontins professionnel                 | Prestatyn    | Pontins                              | NC   | Terry Griffiths      | Willie Thorne        | 9–8     | ,          |
| 05–09             | 05–16             | Tournoi Pontins pro-am (printemps)            | Prestatyn    | Pontins                              | P/A  | John Hargreaves (en) | Cliff Wilson         | 7-2     |            |

## Classement mondialen début et fin de saison

### Classement après lechampionnat du monde 1980
| Rang | Évol.         | Joueur          | Points |
| 1    | en stagnation | Ray Reardon     | 9      |
| 2    | 6             | Dennis Taylor   | 8      |
| 3    | en stagnation | Eddie Charlton  | 8      |
| 4    | en stagnation | John Spencer    | 7      |
| 5    | en stagnation | Cliff Thorburn  | 7      |
| 6    | en stagnation | Fred Davis      | 6      |
| 7    | 6             | Perrie Mans     | 6      |
| 8    | Nouveau       | Terry Griffiths | 5      |
| 9    | en stagnation | Graham Miles    | 5      |
| 10   | 9             | John Virgo      | 4      |
| 11   | 4             | Alex Higgins    | 4      |
| 12   | en stagnation | Bill Werbeniuk  | 4      |
| 13   | 1             | Doug Mountjoy   | 4      |
| 14   | 4             | John Pulman     | 4      |
| 15   | 2             | David Taylor    | 3      |
| 16   | 5             | Patsy Fagan     | 3      |

### Classement après lechampionnat du monde 1981
| Rang | Évol.         | Joueur          | Points |
| 1    | en stagnation | Ray Reardon     | 9      |
| 2    | 3             | Cliff Thorburn  | 8      |
| 3    | en stagnation | Eddie Charlton  | 8      |
| 4    | 7             | Alex Higgins    | 7      |
| 5    | 3             | Terry Griffiths | 6      |
| 6    | 4             | Dennis Taylor   | 6      |
| 7    | en stagnation | Perrie Mans     | 6      |
| 8    | 2             | Fred Davis      | 6      |
| 9    | 6             | David Taylor    | 5      |
| 10   | 2             | Bill Werbeniuk  | 5      |
| 11   | 8             | Kirk Stevens    | 4      |
| 12   | 2             | John Virgo      | 4      |
| 13   | 5             | Steve Davis     | 3      |
| 14   | 1             | Doug Mountjoy   | 3      |
| 15   | 11            | John Spencer    | 3      |
| 16   | 7             | Graham Miles    | 3      |